# Gramdeck
Der Gramdeck Gramophone Tape Recorder war ein Ton-Aufnahme und -Wiedergabegerät der späten 1950er Jahre. Sein Erfinder, der Ingenieur A. Tutchings, arbeitete bei dem englischen Rüstungsunternehmen Royal Radar Establishment. Das Gerät setzt den Besitz eines Schallplattenspielers voraus. Es wird auf den Plattenteller aufgelegt und der Antrieb des Plattenspielers zum gleichmäßigen Drehen einer der beiden Tonbandspulen genutzt. Auf diese Weise sparte man sich den Gleichlaufantrieb für das Tonbandgerät.
Tutchings hatte die technische Anordnung für interne Zwecke in seinem auf Radaranlagen spezialisierten Unternehmen entwickelt. Sie schien aber geeignet, sie 1959 bei dem Londoner Vertrieb Andrew Merryfield Ltd. unter dem Namen Gramdeck (kurz für „Gramophone Tape Deck“) auf den hart umkämpften Massenmarkt zu bringen. Die Fachzeitschrift The Tape Recorder lobte die Erfindung mit den Worten: „Das Gramdeck ist genial einfach. Warum um alle Welt kam niemand schon früher darauf!“
Das Gramdeck verkaufte sich für 13 Britische Pfund und 12 Schillinge und war ein Jahr später praktisch vom Markt verschwunden. Ebenso erfolglos blieb ein vergleichbares, 1960 von der englischen Gramophone Company vermarktetes Gerät namens Voicemaster. Der Voicemaster war ein Plattenspieleraufsatz und nutzte als Basis für den Antrieb ein Tonbandgerät. Beide Ansätze dienten dazu, einen Antrieb einzusparen und Schallplatten auf Band zu kopieren.

## Technische Details
Der Antrieb über die Spindel des Plattenspielers auf die Tonbandspule erfolgte beim Gramdeck über ein Gummiband. Die Geschwindigkeiten 78, 45 und 33 Umdrehungen pro Minute wurden in Bandgeschwindigkeiten von 7,5, 3,3 und 1,6 Zoll/Sekunde übersetzt. Zur Aufnahme von Schallplatte auf Band gab es optional ein Mikrofon, zur Verstärkung der Wiedergabe einen mit 9 Volt-Batterie gespeisten Niederfrequenzverstärker.